# Internationale luchthaven Mohammed V
De internationale luchthaven Mohammed V (ook wel Aeroport Mohamed V of Mattar Muhammad Al Khamis A-Dawli) is het drukste vliegveld van Marokko. Het vliegveld ligt 20 km ten zuiden van Casablanca en functioneert als de hub van Royal Air Maroc (RAM). Het wordt sinds 2002 uitgebreid. Zo is er een tweede start- annex landingsbaan gekomen, parallel aan de eerste, met als nummer 35L/R en 17L/R. Ook is er een tweede en een derde terminal bijgebouwd. Deze worden voornamelijk gebruikt voor buitenlandse vluchten.
Vanaf diverse regionale vliegvelden in Marokko zijn vluchten naar Casablanca mogelijk. Voor transitpassagiers is het vanaf enkele vliegvelden mogelijk om al bij het vertrekpunt de douaneformaliteiten af te handelen (bijvoorbeeld vanaf Agadir en Marrakech).

## Geschiedenis

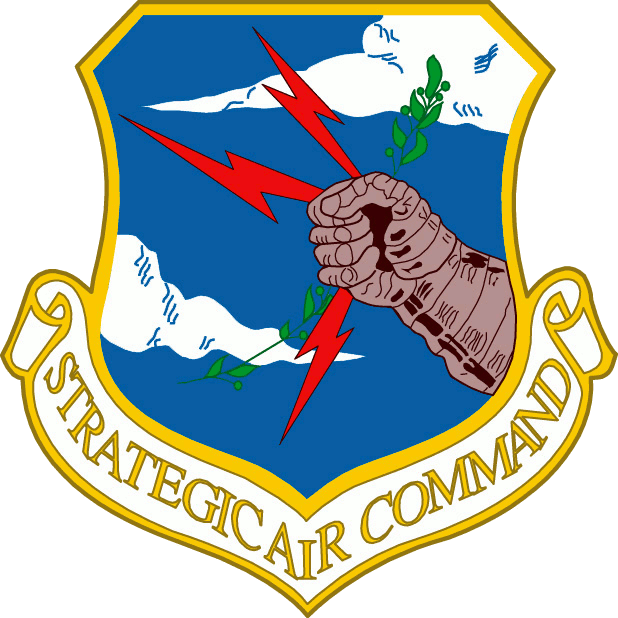
Emblem of Strategic Air Command of the United States Air Force

Na Operatie Torch werd hier door de Verenigde Staten een vliegveld aangelegd dat Berrechid Airfield werd genoemd. Begin de jaren vijftig werd het heropend als vliegbasis van de USAF onder de naam Nouasseur Air Base. Tot op vandaag wordt het vliegveld door lokale bewoners vaak nog aangeduid als "Nouasseur", naar Nouaceur — de voorstad waar het vliegveld gelegen is. In de eerste helft van de jaren vijftig speelde de basis een belangrijke rol als vertrekpunt voor nucleaire bommenwerpers op weg naar de Sovjet-Unie. Ook was de basis een opslagplaats voor nucleaire wapens, naast Sidi Slimane, en Ben Guerir. De militaire activiteiten verhuisden in de loop van de jaren 50 naar Ben Guerir Air Base. Nadat Marocco in 1956 onafhankelijk was geworden eiste de toenmalige koning Mohammed V het vertrek van de Amerikaanse bases uit Marokko. Na de interventie van Amerika in Libanon in 1958 werd de druk om te vertrekken versterkt. In 1959 werd hierover overeenstemming bereikt en in 1963 vertrokken de laatste Amerikaanse militairen uit Marokko. Later heeft de basis nog enige tijd gediend als noodlandingsplaats voor de Spaceshuttle.

## Incidenten en ongelukken
Op 9 juli 1967 crashte een Iljoesjin Il-18 van Air Guinee op 8 mijl van de landingsbaan, tijdens zijn tweede poging om te landen op het vliegveld. Het toestel had oorspronkelijk Rabat als bestemming, maar moest uitwijken vanwege de mist. Geen van de 102 inzittenden kwamen om het leven maar het vliegtuig was 'beyond repair'
Op 1 april 1970 crashte een Sud Aviation SE 210 Caravelle van Royal Air Maroc tijdens de landing op het vliegveld vanaf een hoogte van ongeveer 150 meter. De romp brak in twee stukken en 61 van de 82 passagiers en bemanningsleden kwamen om.

## Bereikbaarheid
Vanuit Casablanca via de autosnelweg A7, Casa-Berchid via Bouskoura. Vanaf Rabat via de autosnelweg A3 en dan de A5. Busmaatschappij CTM exploiteert een dienst tussen Casablanca centrum en het vliegveld.
De ONCF exploiteert een shuttle-dienst naar het vliegveld. Tussen 06:50 en 22:00 uur is er een uurdienst van en naar Casablanca. Het station is gesitueerd onder Terminal 1.

## Terminals
Het vliegveld heeft drie terminals.

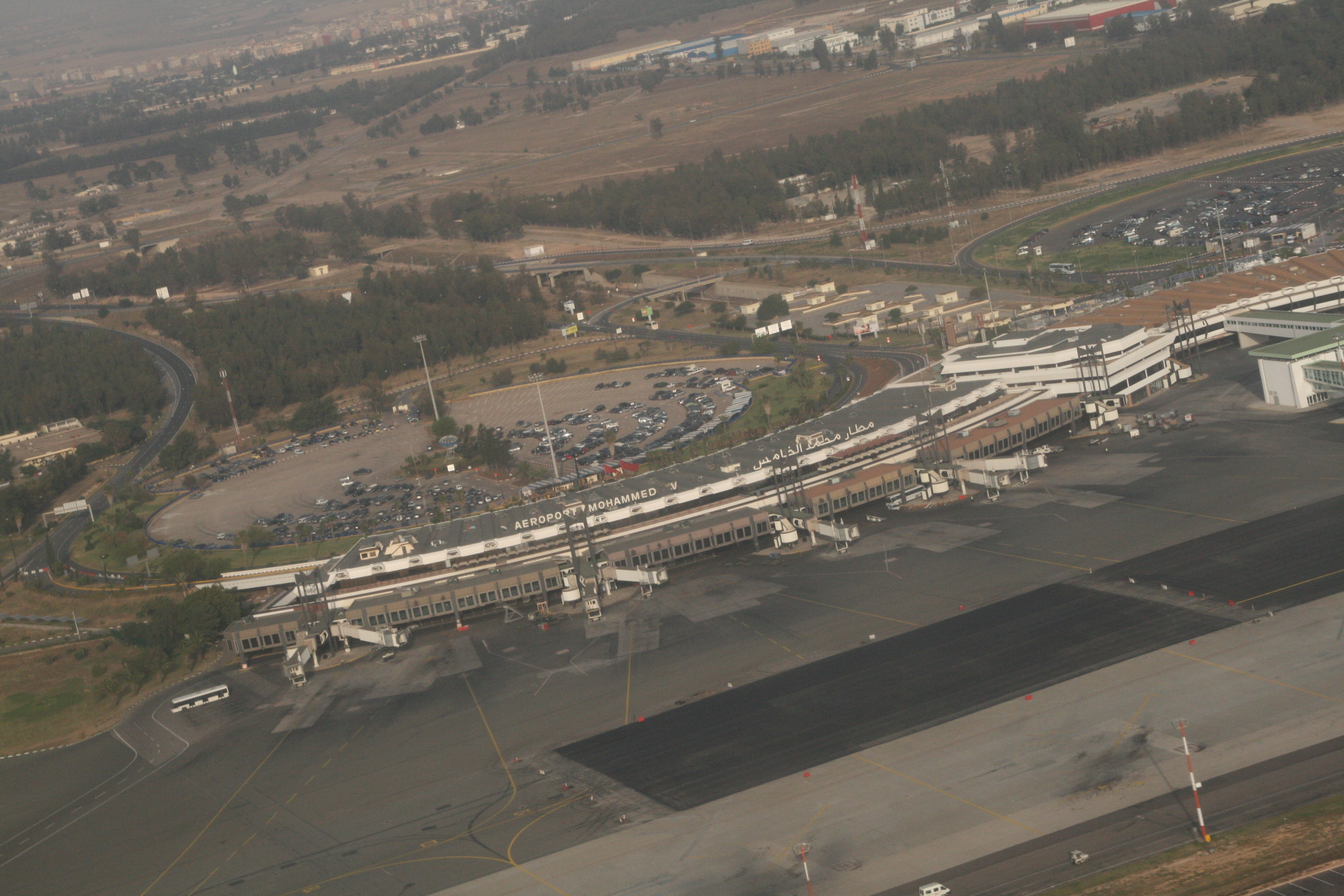
Luchthaven vanuit de lucht.

- Terminal 1 heeft een oppervlakte van 40.000 m² en kan 5 miljoen passagiers/jaar afhandelen.
- Terminal 2 heeft een oppervlakte van 66.000 m² en kan 6 miljoen passagiers/jaar afhandelen.
- Terminal 3 heeft een oppervlakte van 4.000 m² en kan 400.000 passagiers/jaar afhandelen.

Vluchten van RAM naar Amsterdam vertrekken vanuit Terminal 2, samen met de RAM-vluchten naar de USA en het Verenigd Koninkrijk. Voor andere internationale bestemmingen van RAM wordt Terminal 3 gebruikt.

## Maatschappijen en bestemmingen

### Passagiersdiensten
- Air Arabia Maroc (Bazel, Bologna, Brussels Zaventem, Catania, Geneve, Istanbul Sabiha Gocken, London Gatwick, Lyon, Malaga, Marseille, Montpellier, Murcia, Milan-Orio al Serio, Napels, Pisa, Tunis, Venetië)
- Air Canada (Montreal)
- Air France (Paris-Charles de Gaulle)
- Brussels Airlines (Brussels)
- EgyptAir (Caïro)
- Emirates (Dubai)
- Etihad Airways (Abu Dhabi)
- Iberia Airlines (Madrid)
- Mauritania Airways (Nouakchott, Nouadhibou)
- Qatar Airways (Doha)
- Royal Air Maroc Express (Agadir, Al Hoceima, Errachidia, Goulimime, Las Palmas, Lisbon, Málaga, Marrakech, Nador, Oujda, Tangier, Tan Tan, Valencia)
- Royal Air Maroc (Abidjan, Accra, Agadir, Amsterdam, Bamako, Banjul, Barcelona, Beiroet, Bologna, Bordeaux, Brazzaville, Brussels, Conakry, Cotonou, Caïro, Dakhla, Dakar, Douala, Dubai, Düsseldorf, Fez, Freetown, Frankfurt, Geneva, Istanbul, Jeddah, Kinshasa, Kopenhagen, Laayoune, Lagos, London-Heathrow, London-Gatwick, Libreville, Lille, Lisbon, Lomé, Lyon, Madrid, Malabo, Málaga, Marseille, Milan-Malpensa, Monrovia, Montréal, Mulhouse, Marrakech, Montpellier, Nantes, New York-JFK, Niamey, Nice, Nouakchott, Ouagadougou, Ouarzazate, Oujda, Paris-Charles de Gaulle, Paris-Orly, Riyadh, Rome-Fiumicino, Stockholm, Strasbourg, Tangier, Tunis, Turijn, Toulouse, Yaoundé, Valencia, Zürich)
- Saudi Arabian Airlines (Jeddah, Riyadh)
- TAP Air Portugal (Lisbon)
- Transavia (Amsterdam, Lyon, Nantes, Parijs-Orly)
- TUIfly (Brussels, Beauvais-Tillé, Metz-Nancy)
- Tunisair (Tunis)
- Turkish Airlines (Istanbul)
- Wizz Air (Rome-FCO, Bologna)

### Vrachtdiensten
De belangrijkste lijndiensten voor vracht worden uitgevoerd door:
- Air France Cargo
- DHL Airways
- FedEx
- Royal Air Maroc Cargo
- UPS

## Classificatie en navigatieapparatuur
De navigatieapparatuur voldoet aan klasse ILS <onbekend> en de volgende radionavigatiesystemen zijn beschikbaar: VOR – DME – NDB en PAPI (=Precision Approach Path Indicator)

## Verkeer
Vanwege een beveiligingsprobleem met de MediaWiki Graph-software is het momenteel niet mogelijk deze grafiek weer te geven. Zodra de software is bijgewerkt zal de grafiek vanzelf weer zichtbaar worden.

### 2009 + 2010
Over 2010 zijn de volgende basisgegevens over verwerkte passagiers beschikbaar:
 2010
Passagiers: 7.245.508 (+13,28%)

### Jaarcijfers
| Verkeersgegevens | 2009      | % wijziging | 2008      | % wijziging | 2007      | % wijziging | 2006      | % wijziging | 2005      | % wijziging | 2004      | Gem. groei 2004-2007 |
| ---------------- | --------- | ----------- | --------- | ----------- | --------- | ----------- | --------- | ----------- | --------- | ----------- | --------- | -------------------- |
| Vliegbewegingen  | 69.119    | + 1,11      | 68.362    | - 2,5       | 70.080    | + 7,6       | 65.111    | + 9,2       | 59.621    | +13,9       | 52.336    | +10,2                |
| Passagiers       | 6.395.862 | +2,95       | 6.209.711 | +6,0        | 5.858.192 | +15,5       | 5.071.411 | +12,1       | 4.456.639 | +17,1       | 3.803.479 | +15,5                |
| Vracht (tonnen)  | 53.468    | - 6,06      | 56.919    | - 6,5       | 60.682    | +9,3        | 55.673    | +10,7       | 50.285    | +6,5        | 47.152    | +8,9                 |